# Myckleby församling
Myckleby församling är en församling i Uddevalla och Stenungsunds kontrakt i Göteborgs stift. Församlingen ligger i Orusts kommun i Västra Götalands län och ingår i Orusts pastorat.

## Administrativ historik
Församlingen har medeltida ursprung. 
Församlingen var till 2010 moderförsamling i pastoratet Myckleby, Långelanda och Torp. Församlingen ingår sedan 2010 i Orusts pastorat.

## Kyrkobyggnader
- Myckleby kyrka